# インスレーター (遺伝学)
インスレーター（英: insulator）は、DNAの配列上、遠く離れた位置にある遺伝子の発現の調節を行うシス調節エレメントの一種である。インスレーターは真核生物に存在し、標的遺伝子のプロモーターから離れた場所で機能し、通常300 bpから2000 bpの長さを持つ。インスレーターには配列特異的なDNA結合タンパク質の結合部位のクラスターが含まれ、染色体内および染色体間の相互作用を媒介する。
インスレーターはエンハンサーを遮断するか、クロマチンの変化の障壁となるか、またはその両方として機能する。インスレーターがこの2つの機能を発揮する機構としては、DNAのループ形成やヌクレオソームの修飾などが挙げられる。インスレーターには、CTCFインスレーター、gypsyインスレーター、βグロビン遺伝子座など、多くの例がある。CTCFインスレーターは脊椎動物で特に重要であり、gypsyインスレーターはショウジョウバエDrosphilaでの遺伝子発現と関係している。βグロビン遺伝子座はニワトリで最初にインスレーター活性が研究され、後にヒトでも研究されたが、いずれもCTCFを利用している。
インスレーターと遺伝学との関係は、インプリンティング機構への関与と、転写調節能力にある。インスレーターの変異は、細胞周期の調節異常、腫瘍形成、増殖抑制因子のサイレンシングを通じて、がんと関係している。

## 機能
インスレーターには2つの主要な機能が存在する。
1. エンハンサー遮断活性（enhancer blocker) - 離れた位置にあるエンハンサーが遺伝子に隣接するプロモーターに作用するのを防ぐ。
2. バリア活性（barrier insulator）- 隣接するヘテロクロマチン領域の拡大によるユークロマチンのサイレンシングを防ぐ。

エンハンサー遮断活性は染色体間でも起こる相互作用であるとされているが、バリア活性は同一染色体内に限られる。染色体上で隣接する2つの遺伝子が非常に異なる転写パターンを持つ場合、一方の遺伝子の誘導や抑制機構が隣接遺伝子に影響することを防ぐためにインスレーターが必要となる。インスレーターはトポロジカルドメイン（TAD）の境界に密集していることも発見されており、発現調節の基本的な構造単位である"chromosome neighborhoods"へとゲノムを区画化する役割を持っている可能性がある。
一部のインスレーターはエンハンサー遮断活性とバリア活性の双方を持つが、他のものはどちらか一方の活性しか持たない。インスレーターの例としては次のようなものがある。
- キイロショウジョウバエDrosophila melanogasterのインスレーター、gypsy、scs、scs'はいずれもエンハンサー遮断インスレーターである。
- ニワトリGallus gallusのインスレーター、Lys 5' Aはエンハンサー遮断活性とバリア活性を持ち、HS4はエンハンサー遮断活性のみを持つ。
- 出芽酵母Saccharomyces cerevisiaeのインスレーター、STARとUASrpgはどちらもバリアインスレーターである。
- ヒトHomo sapiensのHS5インスレーターはエンハンサー遮断インスレーターである。

## 作用機構

### エンハンサー遮断インスレーター
エンハンサー遮断インスレーターは核内でクロマチンループドメインを形成し、エンハンサーと標的遺伝子のプロモーターを分離する。ループドメインはエンハンサー遮断エレメントどうしの相互作用や、核内の構造エレメントへのクロマチン繊維の固定によって形成される。こうしたインスレーターの作用は標的遺伝子のプロモーターと、その上流または下流に位置するエンハンサーとの位置関係に依存しており、またインスレーターによるエンハンサー遮断作用はエンハンサーの作用機構に依存している。エンハンサーが標的遺伝子のプロモーターとのループ形成によって直接相互作用する場合、インスレーターはエンハンサーとプロモーターを分離するループドメインを形成してプロモーター-エンハンサーループの形成を防ぐことでこの相互作用を阻害する。エンハンサーはプロモーターへシグナルを送ることで作用する場合もあり、インスレーターはループ形成の基盤となっているヌクレオタンパク質複合体を標的化することでこのシグナルを阻害している可能性がある。

### バリアインスレーター
バリア活性はヘテロクロマチン形成経路の特定の過程の阻害と関連付けられている。こうしたタイプのインスレーターは、ヘテロクロマチン形成の中核をなす反応サイクルの基質である、ヌクレオソームの修飾を行う。こうした修飾はさまざまな機構で行われ、例えばヌクレオソームを除去することでヘテロクロマチンの拡大とサイレンシングが防がれる。修飾はヒストンアセチルトランスフェラーゼやATP依存性クロマチンリモデリング複合体のリクルートによっても行われる。

## CTCFインスレーター
CTCFインスレーターはその三次元構造によってエンハンサー遮断活性を示すようであり、バリア活性との直接的な関係はみられない。脊椎動物はCTCFインスレーターに特に高度に依存しているようであるが、多くの異なるインスレーター配列が同定されている。エンハンサーと標的遺伝子との相互作用は、2つのCTCF結合部位の間の物理的相互作用によって形成されるInsulated neighborhood内で行われる。

### 調節
CTCFを調節する機構の1つは、DNA配列のメチル化である。CTCFタンパク質は非メチル化部位に選択的に結合することが知られているため、CpGアイランドのメチル化によってエピジェネティックな調節が行われていると考えられる。その一例はIgf2-H19インプリンティング遺伝子座でみられ、父親由来のインプリンティング制御領域（imprinting control region、ICR）はメチル化されることでCTCFの結合が防がれる。2つ目の調節機構は、CTCFインスレーターが完全に機能するために必要なタンパク質を調節するものである。こうした調節の標的となるタンパク質には、コヒーシン、RNAポリメラーゼ、CP190などが含まれるが、これらに限定されるものではない。

## gypsyインスレーター
ショウジョウバエDrosphilaのgypsyレトロトランスポゾンに見られるインスレーターエレメントは、詳細な研究が行われた配列の1つである。gypsyインスレーターは、レトロトランスポゾンエレメントの5'非翻訳領域（UTR）に存在する。gypsyは、新しいゲノム位置へ挿入された際に隣接する遺伝子の発現に影響を与え、特定の発生段階で組織特異的に変異表現型を引き起こす。このインスレーターは、影響を受ける遺伝子の時間的・空間的な発現を制御するエンハンサーを抑制する効果があると考えられる。

## βグロビン遺伝子座
脊椎動物で最初に観察されたインスレーターはニワトリのβグロビン遺伝子座のcHS4である。cHS4は、βグロビン遺伝子座の活発なユークロマチン領域と、凝縮して不活性な上流のヘテロクロマチン領域の境界となっている。cHS4インスレーターはヘテロクロマチンの拡大によるクロマチンを介したサイレンシングに対するバリア活性、そしてエンハンサーとプロモーターの相互作用の遮断活性の双方を示す。cHS4の特徴は、その5'末端に反復的なヘテロクロマチン領域があることである。
cHS4のヒトもホモログはHS5である。ニワトリのβグロビン遺伝子座とは異なり、ヒトのβグロビン遺伝子座は開いたクロマチン構造であり、5'末端側はヘテロクロマチン領域と隣接していない。HS5はin vivoでエンハンサー遮断活性とバリア活性の双方を示すと考えられている。
CTCFは、βグロビン遺伝子の発現を制御する役割を果たすことでその役割が最初に特徴づけられた。この遺伝子座ではCTCFはインスレーター結合タンパク質として機能し、染色体の境界を形成する。CTCFはニワトリのβグロビン遺伝子座にもヒトのβグロビン遺伝子座にも存在する。ニワトリのβグロビン遺伝子座のcHS4では、CTCFはエンハンサー遮断活性を担う領域（FII）に結合している。

## 遺伝学との関係

### インプリンティング
エンハンサーによるインプリンティング遺伝子の活性化は、非メチル化アレル上のインスレーターの存在に依存している。このような遺伝子座の例としては、Igf2-H19遺伝子座が挙げられる。この遺伝子座では、CTCFタンパク質は母親由来の非メチル化ICRに結合することで発現を調節する。母親由来の非メチル化ICRに結合することで、CTCFは下流のエンハンサーエレメントとIgf2遺伝子のプロモーターとの相互作用を効果的に防ぎ、このアレルからはH19遺伝子のみが発現する。

### 転写
インスレーター配列が遺伝子のプロモーターときわめて近接して位置している場合には、エンハンサー-プロモーター間の相互作用を安定化する作用がある可能性が示唆されている。プロモーターから離れて位置している場合には、インスレーターはエンハンサーと競合し、転写活性化を阻害する。真核生物において、ループ形成は離れた位置にあるエレメント（エンハンサー、プロモーター、遺伝子座制御領域）を転写時に近接させて相互作用させる一般的方法である。そのため、エンハンサー遮断インスレーターも、適切な位置にある場合には、転写活性化を調節する役割がある可能性がある。

## 変異とがん
CTCFインスレーターは、細胞成長、細胞分化やプログラム細胞死（アポトーシス）に重要な、細胞周期調節過程に関与する遺伝子の発現に影響を与える。CTCFと相互作用することが知られている細胞周期調節遺伝子としては、hTERTやC-MYCがある。これらのCTCFインスレーター遺伝子の機能喪失変異は発現パターンの変化を引き起こし、細胞成長や分化、アポトーシスの過程の連携に影響を与え、腫瘍形成などにつながる可能性がある。
また、CTCFはがん抑制遺伝子であるRb遺伝子の発現にも必要であり、この遺伝子の変異や欠失は遺伝性の悪性腫瘍と関係している。CTCFの結合部位が除去されると、Rbの発現は低下し、腫瘍は増殖できるようになる。
他の細胞周期調節因子としてはBRCA1やp53などがある。これらは多くのタイプのがんでサイレンシングされている増殖抑制因子であり、CTCFによって発現が制御されている。これらの遺伝子でCTCFの機能が失われると、増殖抑制因子がサイレンシングされ、がんの形成に寄与することになる。